# Ал Тен (Танканхуиц)
Ал Тен (шп. Al Tén) насеље је у Мексику у савезној држави Сан Луис Потоси у општини Танканхуиц. Насеље се налази на надморској висини од 231 м.

## Становништво
Према подацима из 2010. године у насељу је живело 15 становника.

### Хронологија
| Година       | 2000 | 2005 | 2010 |
| ------------ | ---- | ---- | ---- |
| Становништво | 12   | 13   | 15   |

### Попис
| # | Индикатор                     | Вредност |
| - | ----------------------------- | -------- |
| 1 | Укупно домаћинстава           | 2        |
| 2 | Укупно насељених домаћинстава | 2        |
| 3 | Величина локације             | 1        |